# Gaskonstant
| Værdier af R              | Enheder             |
| ------------------------- | ------------------- |
| SI-enheder                |                     |
| 8,31446261815324          | J⋅K−1⋅mol−1         |
| 8,31446261815324          | m3⋅Pa⋅K−1⋅mol−1     |
| 8,31446261815324          | kg⋅m2·K−1⋅mol−1s−2  |
| 8,31446261815324⋅103      | L⋅Pa⋅K−1⋅mol−1      |
| 8,31446261815324⋅10-2     | L⋅bar⋅K−1⋅mol−1     |
| Amerikanske enheder       |                     |
| 0,730240507295273         | atm⋅ft3⋅lbmol-1°R-1 |
| 10,731557089016           | psi⋅ft3⋅lbmol-1°R-1 |
| 1,985875279009            | BTU⋅lbmol-1°R-1     |
| Andre almindelige enheder |                     |
| 554,984319180             | torr⋅ft3lbmol-1°R-1 |
| 0,082057366080960         | L⋅atm⋅K−1⋅mol−1     |
| 62,363598221529           | L⋅torr⋅K−1⋅mol−1    |
| 1,98720425864083...⋅10-3  | kcal⋅K−1⋅mol−1      |
| 8,20573660809596...⋅10-5  | m3⋅atm⋅K−1⋅mol−1    |
| 8,31446261815324⋅107      | erg⋅K−1⋅mol−1       |

Gaskonstanten (også kaldet idealgaskonstanten og ofte betegnet med symbolet {\displaystyle R}) er proportionalitetskonstanten i idealgasligningen. Den kan opfattes som en molar udgave af Boltzmanns konstant, idet gaskonstanten er produktet af Avogadros tal {\displaystyle N_{\text{A}}} og Boltzmanns konstant {\displaystyle k_{\text{B}}}.
{\displaystyle R=N_{\text{A}}k_{\text{B}}}